# Honda CB 450
Als Honda CB 450 werden zwei Motorrad-Serien des japanischen Herstellers Honda bezeichnet, die mit 20 Jahren Abstand erschienen und nur den Hubraum und die Bauweise als Parallel-Twin gemeinsam haben.

## CB 450 (1965)
Die CB 450 ist ein 1965 vom japanischen Hersteller Honda auf den Markt gebrachtes Motorrad. Auf der Zweiradschau Essen, vom 10. bis 12. September 1965, wurde die Honda CB 450 erstmals der deutschen Öffentlichkeit vorgestellt und die ersten Maschinen kamen im Frühjahr 1966 nach Europa. Der Spitzname des Urmodells war „Black Bomber“. Mit der CB 450 drang Honda erstmals in die bis in die 1960er Jahre englische und deutsche Domäne der schnellen Sportmaschinen ein.

### Motor
Honda führte richtungsweisende Konstruktionsmerkmale in den serienmäßigen Motorradbau ein und begründete so seine Stellung als einer der führenden Motorradhersteller. Der Zweizylinder-Viertaktmotor war fahrtwindgekühlt. Die vierfach rollengelagerte Kurbelwelle mit den ebenfalls rollengelagerten Pleueln ist verpresst und hat montagefreundliche Lagerschilde, die im horizontal geteilten Motorgehäuse verschraubt werden. Die Zylinderbank ist aus Aluminium gegossen und hat Laufbuchsen aus Grauguss. Eine zwischen den Zylindern verlaufende Steuerkette treibt die beiden obenliegenden, gleitgelagerten Nockenwellen an. Die Ventile in den eingegossenen Brennraumkalotten des Aluminiumzylinderkopfes werden über Schlepphebel geöffnet; als Ventilfedern sind Drehstabfedern eingebaut, die über Schließerarme an den Ventilschäften angreifen.
Trotz des niedrigeren Hubraums gegenüber britischen Zweizylinder-Konkurrenten wie Triumph oder BSA 650 konnten durch die hohe Nenndrehzahl von 9000/min ähnliche und teils überlegene Fahrleistungen erreicht werden.
Zur Gemischaufbereitung dienten zwei Keihin-Gleichdruckvergaser mit jeweils 36 mm Durchlass.

### Geschichte

#### Urmodell K0
Der Motor ist ein hochdrehender Zweizylinder-Viertakter, eine bis dahin im Serienbau nicht gesehene Motorenkonstruktion mit zwei obenliegenden Nockenwellen, die Ventilfedern nicht als Schraubenfedern ausgeführt, sondern als Drehstabfedern. Für größere Drehfreudigkeit und geringere Vibrationen hat der Motor einen Hubzapfenversatz von 180°, ist also anders als englische Zweizylinder ein Gegenläufer. Das gesamte Motorrad ist noch vergleichsweise leicht und handlich, und die seinerzeit als überzüchtet verdächtigte Technik erwies sich zum Erstaunen der Fachwelt als haltbar.
Die Maschine spielte mit 32 kW (43 PS) und einer Literleistung von knapp 74 kW/L (100 PS/L) in der damaligen Liga der 650er Triumph, der 750er Norton und 600er BMW mit, und dies zu einem wesentlich günstigeren Preis als die arrivierten Marken. Sie hatte bis 1968 ein Viergang-Getriebe. Einige Komponenten basierten noch auf der CB 72, dem kleineren 250 cm³-Vorgängermodell.
Im Test der Zeitschrift MOTORRAD fuhr Ernst „Klacks“ Leverkus die Maschine auf der Nordschleife des Nürburgrings und bemerkte nach einem Test über 4000 km: Mit der CB 450 könnte Honda den Motorradbau umstoßen, wenn sie wollten.
Beim Händler konnte man sie im Spätjahr 1966 für 3995 DM kaufen, aber schon im Frühjahr 1967 wurde der Preis auf 3495 DM gesenkt.

#### Modelle K1 bis K5 (1968–1975)

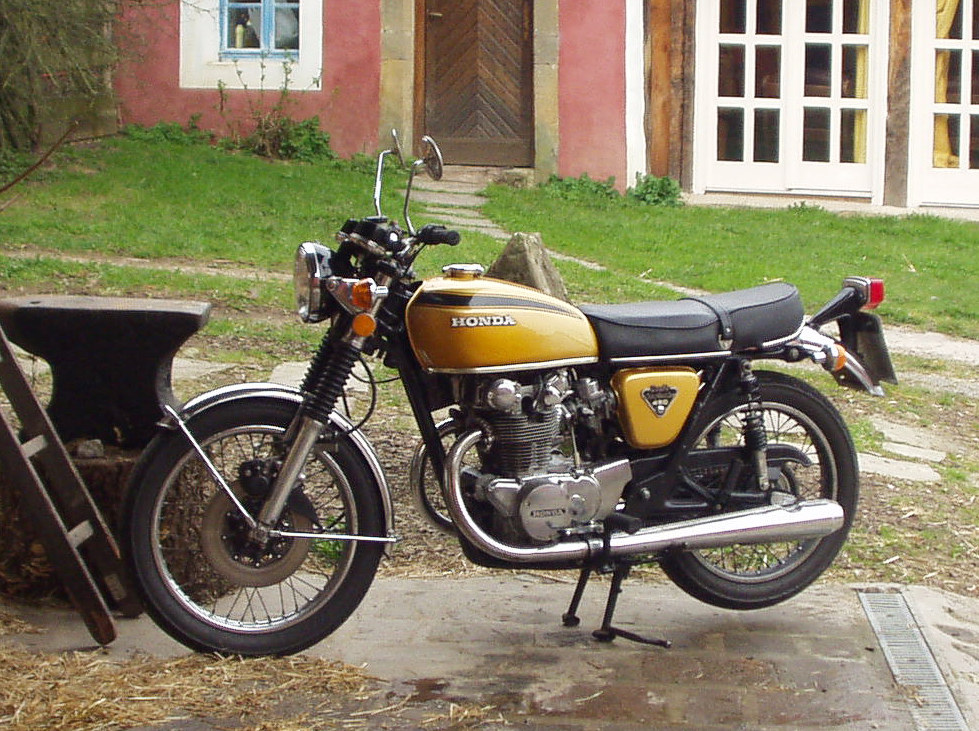
Honda CB 450 K5, Baujahr 1974

1968 kam eine stark modellgepflegte Version CB450 K1 auf den Markt: Sie wurde mit einem Fünfganggetriebe versehen und auch Rahmen, Vordergabel, Tank und das Design wurden geändert. Fast alle CB-72-Teile wurden ersetzt, die Typnummer war nun 292. Die Urversion wurde nun von Insidern als „450 K0“ bezeichnet und ist heute sehr selten und hoch begehrt, wegen einiger spezieller Teile bei Problemen jedoch teils auch nur schwer zu reparieren.
Der K1 folgten die Modelle K2 bis K5, die teilweise nur im Design, teilweise auch technisch leicht geändert waren. Das K5 Modell wurde in leichter Variation bis 1975 gebaut. Die CB 450 legte den Grundstein für Hondas Siegeszug in der Welt der großen Motorräder.
Ein spätes Modell dieser Serie war die Honda CB 500 T mit leicht vergrößertem Hubraum.

#### Scrambler CL450

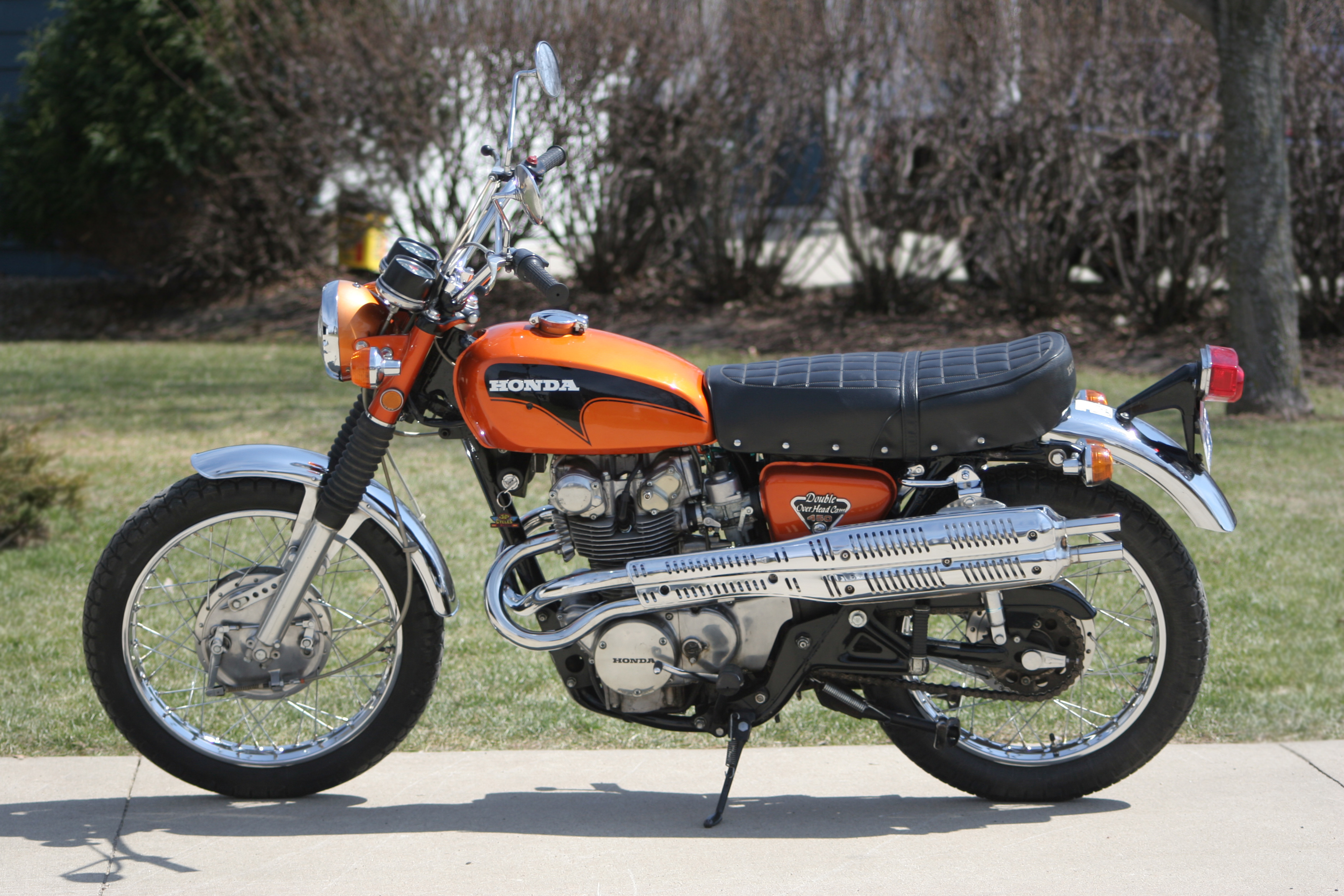
Honda CL 450 K4 von 1971

Unter Typnummer 293 wurde vor allem in den USA das Scrambler-Modell erfolgreich. In den USA wurde zuerst die CB 450 D mit ebenfalls (43 PS) verkauft. D stand für Desert Scrambler, hier waren die Auspuffrohre jeweils links und rechts hochgelegt.

Ab 1967 kam der Scrambler unter der Bezeichnung CL 450 K0 bis K6 mit einteiligem Auspuff, wobei Typnummer 293 erhalten blieb.
CL Modelle hatten den gleichen Rahmen, Motor, Fahrwerk und Elektrik wie die Straßenmodelle, die Unterschiede bestehen in diesen Teilen:
- Hoher Lenker mit Querstange
- Andere Tank-Dekoration und Farben
- Trommelbremse vorne wurde von der Konstruktion der CB 450 K0 beibehalten
- 2-in-2 Auspuff mit Hitzeschutzblechen, links über dem Getriebe gerade nach hinten geführt

### Technische Daten ab K1
- Leistung: 33 kW (45 PS) bei 9000/min
- Verdichtung: 9:1
- Hubraum: 444 cm³
- Bohrung: 70 mm
- Hub: 57,8 mm
- Gänge: 5
- Bremsen: Scheibenbremse Ø 276 mm vorne, Trommelbremse Ø 180 mm hinten

## CB 450 (1985–1989)

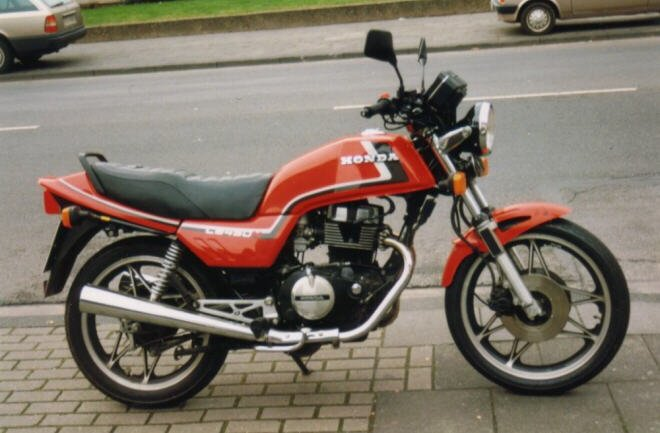
Honda CB 450 N, Baujahr 1985

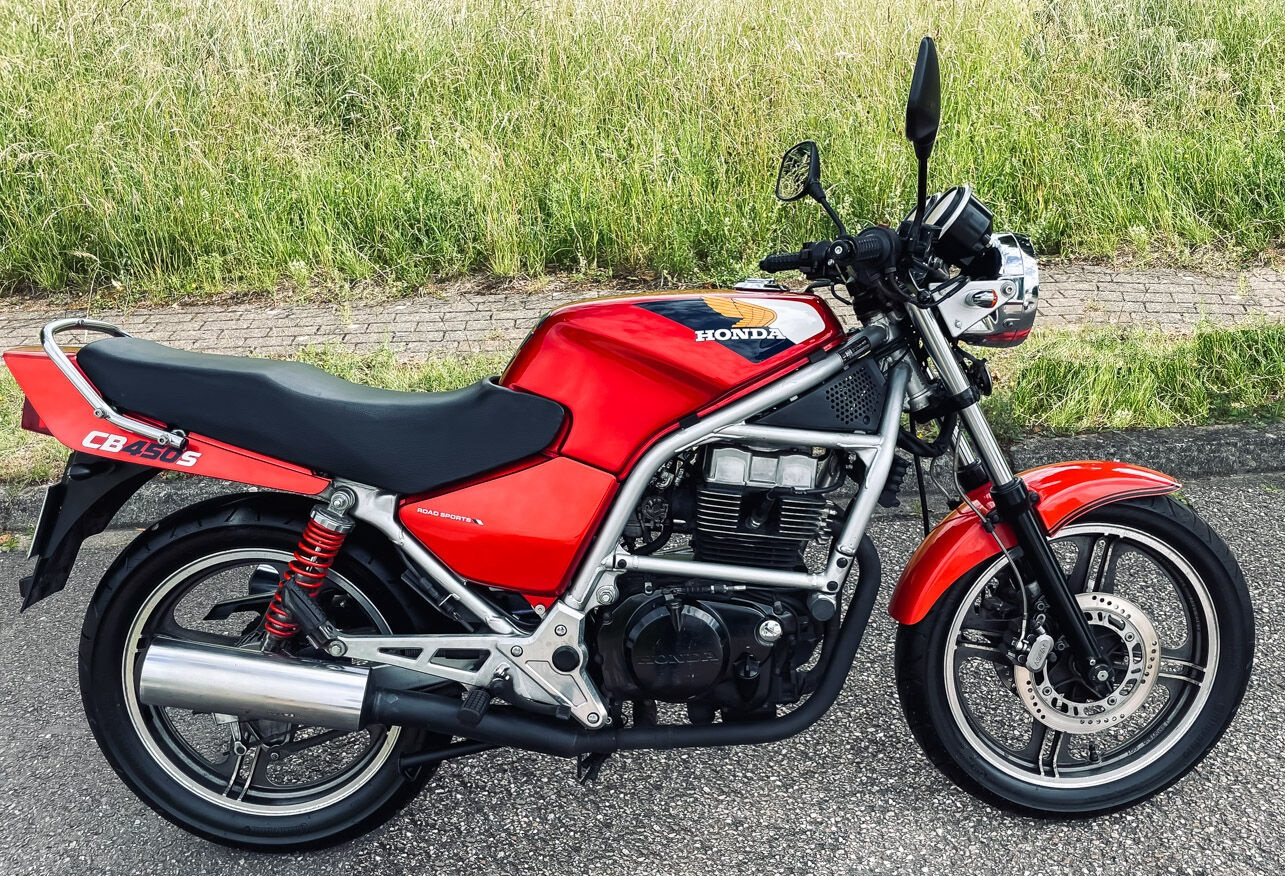
Honda CB 450 S Bj. 1987

In der Zeit von 1985 bis 1989 wurden die CB 450 N und CB 450 S gebaut. Sie knüpfen nur Hubraum und Zylinderzahl an die K-Modelle an, sind sonst aber vollständig neue Konstruktionen, und als preiswerte Einsteigermotorräder positioniert.
Die Bezeichnung „N“ steht für eine „Naked“-Variante und „S“ für eine „Sport“-Variante. Der Motor ist in beiden Versionen gleich. Sie unterscheiden sich in der vorderen Radaufhängung, den Vergasern, auch wird der Drehzahlmesser bei der „N“ über eine Welle angetrieben, bei der „S“  elektrisch. Bei der CB 450 N sitzt die Sicherung unter dem Sitz auf der linken Seite, bei der CB 450 S direkt am Lenker. Das Rücklicht ist an die Form des Hecks angepasst.
Für Deutschland entwickelte Honda eine versicherungsgünstige 27-PS-Version. Die Drosselung der CB450S konnte durch den Austausch der Nockenwelle, der Vergasernadel, der Vergaserfedern und des Antriebsritzels wieder aufgehoben werden. Für die CB 450 N musste nur die Nockenwelle ersetzt werden. Honda gibt hierfür ein Gutachten zur Eintragung beim TÜV zum Herunterladen frei.
Die Honda CB 450 S hat ein Leergewicht von 184 kg und ist damit gut zu handhaben. Mit dem Sechsganggetriebe liegt die Spitzengeschwindigkeit mit 27 PS bei ca. 145 km/h und im ungedrosselten Zustand bei ca. 175 km/h.

### CB 450 T
Markteinführung der CB 450 T (PC 05) war 1982. Das Motorrad war Nachfolger der CB 400 T.
Die in Brasilien entwickelte und produzierte CB 450 N zeigt ein „klassisches“ Honda-Gesicht mit den damals gängigen Aluminiumfelgen. Sie traf aber nicht mehr den Geschmack der Käufer und wurde in Europa, nach nur einem Jahr, von der CB 450 S abgelöst, die einen markanten Gitterrohrrahmen und einteilig gegossene Aluminiumfelgen hatte. Zeitgleich wurde die CB 450 C und die CB 450 E herausgebracht. In Brasilien wurde die CB 450 N unter der Bezeichnung CB 450 DX weiter produziert. Die markanten Unterschiede waren der Rechteck-Scheinwerfer und die Scheibenbremse am Hinterrad. Die letzte Modelländerung fand 1993 statt. Das Nachfolgemodell der CB 450 N (CB 450 DX) war die CB 500.